# Dani ponosa i slave
Dani ponosa i slave je deseti studijski album zagrebške rock skupine Prljavo kazalište, ki je izšel pri založbi Croatia Records. Album vsebuje tudi tri skladbe hrvaške rap skupine Tram 11: »Tram 11«, »Intro 2« in »Hrvatski velikani«. Največja uspešnica na albumu je skladba »Ako tražiš nekoga«.
Dani ponosa i slave govori o starih ljubeznih, pretekli mladosti in odraščanju. Album je leta 1999 prejel nagrado Porin za najboljši rock album. Po izdaji albuma se je skupina za določen čas umaknila s hrvaške glasbene scene.

## Seznam skladb
| Št. | Naslov                       | Dolžina |
| --- | ---------------------------- | ------- |
| 1.  | „Intro‟                      | 0:30    |
| 2.  | „Dobro jutro šezdesetosmaši‟ | 4:44    |
| 3.  | „Dani ponosa i slave‟        | 3:27    |
| 4.  | „Jednostavno najgori‟        | 2:56    |
| 5.  | „Tram 11‟                    | 1:39    |
| 6.  | „Muškarci su svinje‟         | 3:31    |
| 7.  | „Ako tražiš nekoga‟          | 3:37    |
| 8.  | „Brane srušit ću sve‟        | 5:16    |
| 9.  | „Bye, bye‟                   | 3:56    |
| 10. | „Svu noć padala je kiša‟     | 5:08    |
| 11. | „Intro 2‟                    | 4:46    |
| 12. | „Hrvatski velikani‟          | 1:23    |
| 13. | „Pa sad lažem kao ti‟        | 4:59    |

## Zasedba

### Prljavo kazalište
- Jasenko Houra – kitara
- Tihomir Fileš – bobni
- Ninoslav Hrastek – bas kitara
- Damir Lipošek – solo kitara
- Mladen Bodalec – vokal
- Fedor Boić – klaviature